# Маунт Кармел (Јужна Каролина)
Маунт Кармел (енгл. Mount Carmel) насељено је место без административног статуса у америчкој савезној држави Јужна Каролина.

## Демографија
По попису из 2010. године број становника је 216, што је 21 (-8,9%) становника мање него 2000. године.
| Група             | 2000.       | 2010.       |
| Белци             | 13 (5,5%)   | 19 (8,8%)   |
| Афроамериканци    | 213 (89,9%) | 192 (88,9%) |
| Азијати           | 3 (1,3%)    | 4 (1,9%)    |
| Хиспаноамериканци | 4 (1,7%)    | 0 (0,0%)    |
| Укупно            | 237         | 216         |